# محوطه کاروانسرا قرا طوره
محوطه کاروانسرا قرا طوره مربوط به اوایل هزاره اول قبل از میلاد است و در شهرستان بیجار، بخش مرکزی، روستای قراطوره واقع شده و این اثر در تاریخ ۲۴ فروردین ۱۳۸۲ با شمارهٔ ثبت ۸۰۶۵ به‌عنوان یکی از آثار ملی ایران به ثبت رسیده است.